# Adams Lake Provincial Park
Der Adams Lake Provincial Park ist ein 100 Hektar großer Provincial Park in der kanadischen Provinz British Columbia. Der Park liegt auf dem Interior Plateau, 85 km nordöstlich von Kamloops bzw. 65 km nordwestlich von Salmon Arm und gehört zum Thompson-Nicola Regional District.
Da es am Adams Lake auch noch einen Adams Lake Marine Provincial Park mit den Teilen Poplar Point Site, Refuge Bay Site und Spillman Beach Site gibt, wird der "normale" Park regelmäßig auch Adams Lake (Bush Creek Site) Provincial Park oder Adams Lake Provincial Park (Bush Creek Site) genannt.

## Anlage
Der Park liegt am südwestlichen Ufer des Adams Lake und wird durch hauptsächlich durch eine Zugangsstraße von Süden erschlossen, die zwischen dem Shuswap Lake und dem Little Shuswap Lake vom Highway 1, dem Trans-Canada Highway, abzweigt.
Der Park wird bestimmt durch seine Lage zwischen dem See und den umliegenden Bergen, welche zu den Monashee Mountains gehören. Er umfasst eine Fläche von 61 ha Land sowie 39 ha Ufer- und Seefläche.
Bei dem Park handelt es sich um ein Schutzgebiet der IUCN-Kategorie II (Nationalpark). Gemäß der rechtlichen Grundlage für Parks in British Columbia, dem Protected Areas of British Columbia Act [SBC 2000] Chapter 17, handelt es sich um einen Class A Park.

## Geschichte
Der Park wurde im Jahr 1988 eingerichtet. Wie jedoch bei fast allen Provinzparks in British Columbia gilt auch für diesen, dass er lange bevor die Gegend von Einwanderern besiedelt oder sie Teil eines Parks wurde, sie Siedlungs- und/oder Jagd-/Fischereigebiet verschiedener Stämme der First Nations, hier hauptsächlich vom Volk der Secwepemc, war. Von dieser historischen Nutzung/Siedlung durch die First Nations zeugen, neben einigen sogenannten „pithouses“ (einer Form von Wohnhöhlen im Boden), auch einige weitere archäologische Fundstellen im Park.

## Flora und Fauna
Das Ökosystem von British Columbia wird mit dem Biogeoclimatic Ecological Classification (BEC) Zoning System in verschiedene biogeoklimatischen Zonen eingeteilt. Biogeoklimatische Zonen zeichnen sich durch ein grundsätzlich identisches oder sehr ähnliches Klima sowie gleiche oder sehr ähnliche biologische und geologische Voraussetzungen aus. Daraus resultiert in den jeweiligen Zonen dann auch ein sehr ähnlicher Bestand an Pflanzen und Tieren. Innerhalb dieses Systems wird das Parkgebiet der Moist Wet Subzone innerhalb der Interior Douglas Fir Zone zugeordnet (IDFmw2).
Nach ehemaliger forstwirtschaftlicher Nutzung findet sich hier nur noch ein Sekundärwald mit Douglasien, Riesen-Lebensbäumen, Papier-Birken und der Westlichen Balsam-Pappel.

## Benachbarte Parks
In der Nähe dieses Park befinden sich noch weitere Provincial Parks. Nördlich des Parks liegen um den See verteilt die Teile des Adams Lake Marine Provincial Parks. Im Süden wird von der Zugangsstraße der Roderick Haig-Brown Provincial Park durchquert.

## Aktivitäten
Der Park verfügt über keine ausgeprägte touristische Infrastruktur. Der Park hat 31, nicht reservierbare, Stellplätze für Wohnmobile und Zelte und verfügt über einfache Sanitäranlagen.